# Iolanda Malamen
Iolanda Malamen (n. 28 aprilie 1948, Ploiești, România – d. 11 octombrie 2022, București, România) a fost o poetă, prozatoare, cronicar de artă și pictoriță română. A fost fiica lui Gheorghe Malamen, medic, și a Ștefaniei (născută Dumitrescu). A urmat cursurile gimnaziale la Ploiești la Școala Medie nr. 3 și Liceul „A.Toma", absolvit în 1965, și a studiat 3 ani (1967 - 1970) medicina veterinară la Iași. A debutat cu poezii la revista Cronica în 1967, iar editorial în 1971, cu volumul de versuri Starea de grație. A făcut parte din Cenaclul literar de la Uniunea Scriitorilor, condus de Miron Radu Paraschivescu. A avut colaborări mai constante la Luceafărul. A avut mai multe expoziții personale de pictură.

## Opera literară
- Stare de grație - București, Editura Eminescu, 1971[4]
- Călătorie în natură - București, Editura Cartea Românească, 1973[5]
- Pământ sub zăpadă - București, Editura Eminescu, 1976[6]
- O piatră albă pe o piatră neagră - București, Editura Cartea Românească, 1978[7]
- Floarea care merge - București, Editura Cartea Românească, 1983[8]
- Îngerul coborât în stradă - București, Editura Cartea Românească, 1997[9]
- Eu, meseria de călău și melancolica regină - București, Editura Crater, 1997[10]
- Triumful dantelei - București, Editura Cartea Românească, 1997[11]
- A doua Islandă - București, Editura Cartea Românească, 1999[12]
- Felipe și Margherita - București, Editura Crater, 2000[13]
- Casa Verdi - București, Editura Muzeul Literaturii Romane, 2001[14]
- Măcelul cămătarilor - București, Editura Crater, 2002[15]
- Scrisoarea lui Lavoisier - București, Editura Muzeul Literaturii Române, 2003[16]
- Alice în țara crimei - Editura Charmides, Bistrița, 2006[17]
- Scris și descris - serie de dialoguri cu scriitori români, Editura Charmides, 2007[18][19]
- Antoniu și Kawabata  - București, Editura Cartea Românească, 2007[20]
- La început eram încă un om normal : dialog cyberspațial - coautor cu Esterházy, Péter, Editura Curtea Veche, 2010[21]

## Albume de artă
- Album Ion Pantilie, Editura Tracus Arte, Colecția Artiști români contemporani, București, 2011
- Album Gheorghe Pantelie, Editura Tracus Arte, Colecția Artiști români contemporani, București, 2012, ISBN: 9786068361864
- Album Radu Constantinescu, Editura Tracus Arte, Colecția Artiști români contemporani, București, ISBN: 9786068126562
- Album Anca Seel-Constantin, Editura Tracus Arte, Colecția Artiști români contemporani, București, 2011
- Album Angela Tomaselli, Editura Tracus Arte, Colecția Artiști români contemporani, București, 2011, ISBN: 9786066640848
- Album Ervant Nicogosian, Editura Tracus Arte, Colecția Artiști români contemporani, București, 2011, ISBN: 9786068361321
- Album „Valeriu Pantazi”, Colecția Artiști români contemporani, Editura Tracus Arte, București, decembrie 2015, 160 pagini, ISBN 978-606-664-576-8

## Premii
- Medalia Academiei Femina, 1999[11]
- Premiul Asociației Scriitorilor din București, 2000[11]
- Premiul Asociației Scriitorilor din București, 2004[11]
- Premiul APLER pentru jurnalism cultural, 2006[11]